# Fonfría (Teruel)
Fonfría ist ein Ort und eine Gemeinde (municipio) mit nur noch 35 Einwohnern (Stand: 2024) in der Provinz Teruel in der autonomen Region Aragonien im östlichen Zentrum von Spanien. Die Gemeinde gehört zur bevölkerungsarmen Serranía Celtibérica und war bis in die 1920er Jahre ein Teil der circa sechs Kilometer östlich gelegenen Gemeinde Allueva.

## Lage und Klima
Der Ort Fonfría liegt in der Bergen der Sierra de Cucalón nahe der Quelle des Río Huerva in ca. 1245 m Höhe und ist ca. 100 km (Fahrtstrecke) in nördlicher Richtung von der Provinzhauptstadt Teruel entfernt. Das Klima ist trotz der Höhenlage gemäßigt bis warm; Regen (ca. 530 mm/Jahr) fällt übers Jahr verteilt.

## Bevölkerungsentwicklung
| Jahr      | 1857 | 1900 | 1930 | 2000 | 2017 |
| Einwohner | --   | --   | 209  | 32   | 30   |

Die Mechanisierung der Landwirtschaft sowie die Aufgabe bäuerlicher Kleinbetriebe und der daraus resultierende Verlust an Arbeitsplätzen haben seit der Mitte des 20. Jahrhunderts zu einer Landflucht geführt.

## Wirtschaft
Fonfría ist traditionell landwirtschaftlich orientiert, wobei die Viehzucht die größte Rolle spielt. Auch Handwerker hatten sich im Ort niedergelassen. Der Tourismus in Form der Vermietung von Ferienwohnungen spielt kaum eine Rolle.

## Geschichte
Keltiberische, römische, westgotische und selbst maurische Spuren wurden bislang nicht entdeckt. Man nimmt an, dass die Gegend früher nur von Transhumanten als Sommerweide fürs Vieh genutzt wurde und dass erst allmählich eine Sesshaftwerdung erfolgte. Im Jahr 1205 gehörte die Gegend zur Comunidad de Daroca.

## Sehenswürdigkeiten

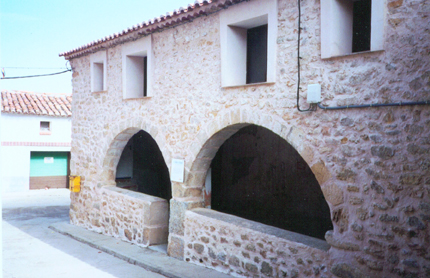
Eingang zum Rathaus

- Die Kirche San Miguel Arcángel ist ein aus Bruchsteinen errichteter Bau des 18. Jahrhunderts. Der obere Teil des Glockenturms (campanar) besteht hingegen aus Ziegelsteinen und zeigt deutliche Anklänge an den Mudéjar-Stil. Die stichkappengewölbte dreischiffige Kirche bewahrt den Taufstein (pila) eines Vorgängerbaus und mehrere barocke Altarretabel (retablos).[4][5]
- Eine Art „Portikus“ ist in das Erdgeschoss des Rathauses (ayuntamiento) integriert.

Umgebung
- Die Ermita Virgen de la Silla steht auf einem Hügel circa zwei Kilometer außerhalb des Ortes. Die Geschichte des Bauwerks beginnt möglicherweise bereits im 13. Jahrhundert, doch wurden immer wieder Veränderungen vorgenommen.[6]